# Castillo de Longecourt-en-Plaine

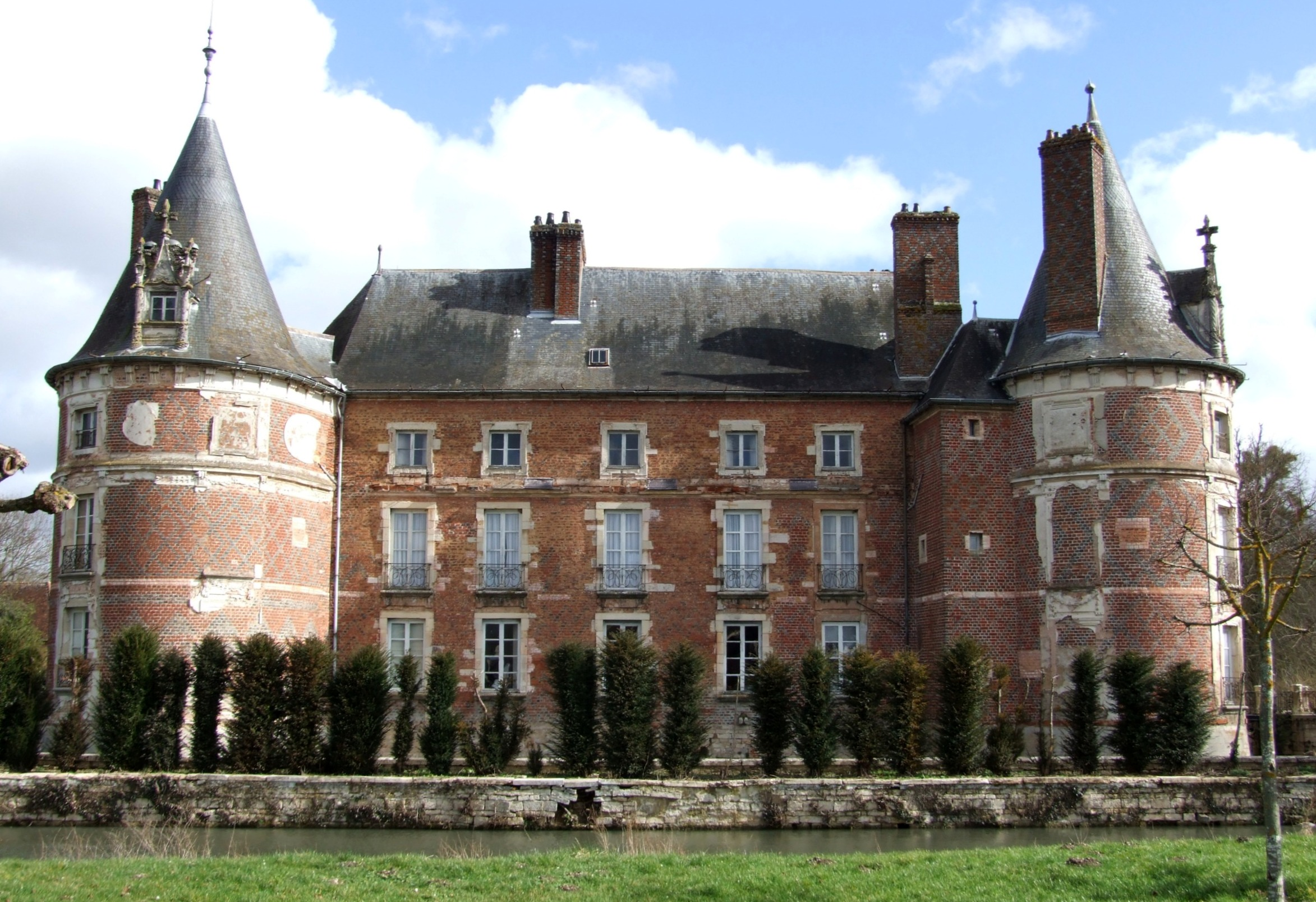
Castillo de Longecourt

El castillo de Longecourt es una construcción ubicada en el municipio de Longecourt-en-Plaine, en el departamento de Côte-d'Or, en Borgoña (Francia). Casa fortificada desde los siglos XIII al XVI, fue transformada en residencia de recreo desde el siglo XVII hasta el XIX.

## Historia
La casa fortificada (s. XIII-s. XVI)
En el siglo XIII se levanta una casa fortificada situada en una llanura, rodeada de zanjas y con un puente levadizo abierto al lado opuesto del pueblo, perteneciente a Robert de Boisleux, señor procedente de Artois cercano al entorno de los duques de Borgoña. En 1298, la propiedad es vendida al duque Roberto II. Eudes IV debe a continuación ceder sus cotos de caza, así como las tierras del señorío, a su cuñado Eduardo I de Bar, en 1323, en virtud del reglamento de la dote de su hermana María (casada en 1310; su dote aún no había sido entregada).
La familia de Bar, que se opondrá a los Burguiñones, conserva "de jure" Longecourt hasta 1436, fecha de su venta por Renato de Anjou, duque de Bar, a Juan de Friburgo, mariscal de Borgoña. Este período de más de un siglo fue testigo del abandono y de la ruina progresiva de la vieja fortaleza entonces invadida por matorrales espinosos. Así, en 1421, la duquesa Margarita de Borgoña, durante su disfrute temporal, utiliza sus piedras para edificar la gran torre ("Torre Margarita") del castillo ducal vecino de Rouvres.
Juan de Friburgo constata el estado deplorable del sitio: un "sótano" (la cocina), un "matorral" donde se elevaba antaño un castillo y unas fosas llenas como sistema defensivo. Solo las casas del corral, rodeadas de una segunda muralla habían resistido, y estaban ocupadas por los granjeros y los trabajadores que explotaban las tierras. Friburgo concentra sus esfuerzos sobre el dominio señorial per se, en detrimento de la nave, a la vez que hace reconstruir un molino sobre el canal de evacuación de las aguas.
En 1459, la familia Baissey, heredera de Juan de Friburgo (muerto en 1459), la recibe en herencia. Juan de Baissey manda restaurar el castillo antes de desaparecer en la batalla de Morat (1476). A partir de 1495, es su hijo, Antonio de Baissey, quien reemprende la reconstrucción en ladrillo del castillo a su vuelta de las guerras italianas. Las obras de restauración concluyen en 1539 bajo Claudio de Baissey. El plano general del edificio, los fosos y la capilla son de esta época. De igual modo, las construcciones del corral son restauradas y se construye un palomar. En esta residencia restaurada, los Bassey reciben, el 27 de mayo de 1564, a Catalina de Médicis acompañada del joven rey Carlos IX durante su gran "tour de France". El 9 de junio de 1593, la fortaleza de Gaspar de Baissey se pone en juego en una dura luch entre la Santa Liga de París y los partidarios de Enrique de Navarra; la toma del castillo fuerza a los royalistas a huir a Vergy.
Una residencia de recreo (s. XVII-s. XIX)

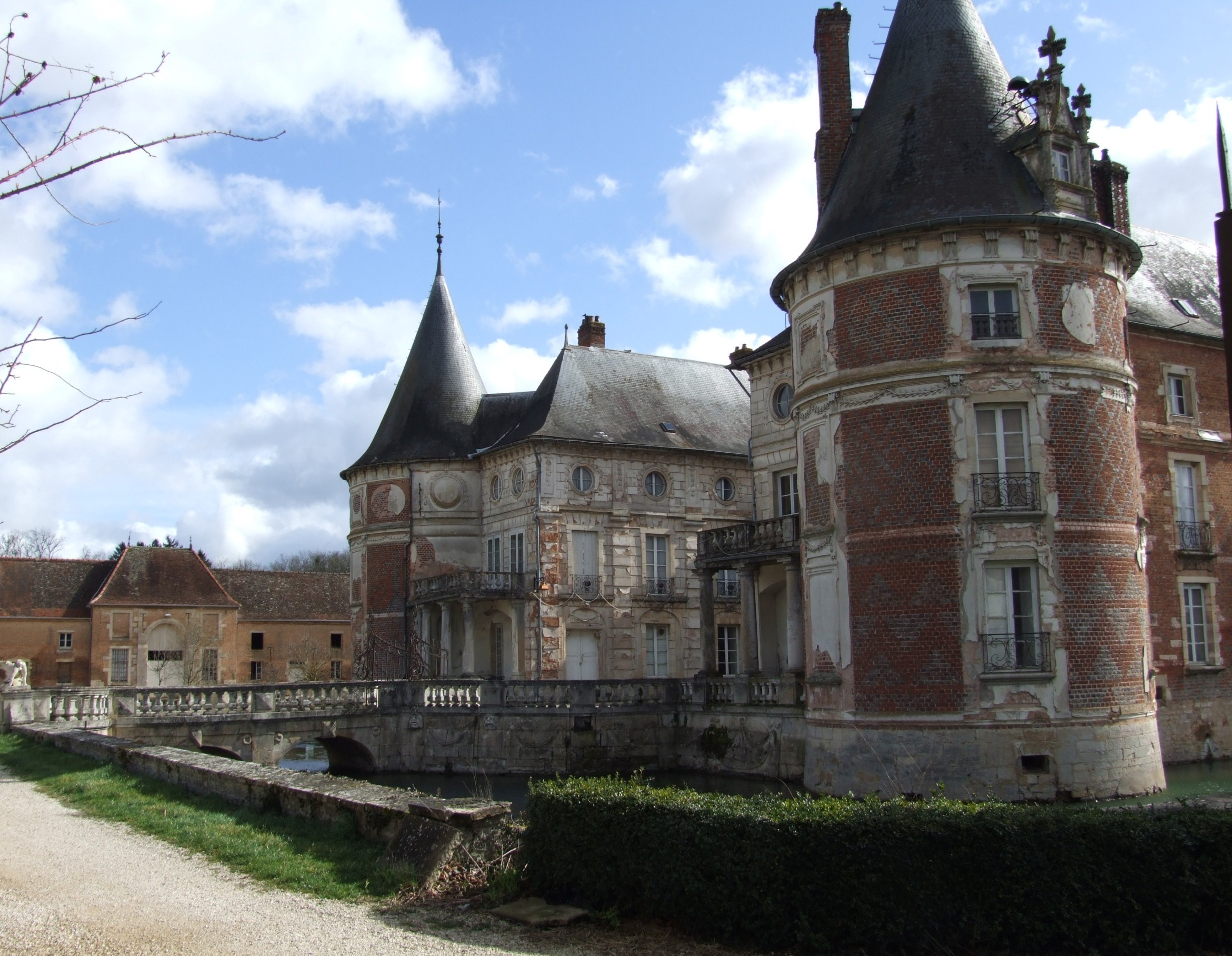
La fachada norte.

Devastada en 1636 por las tropas imperiales de Matthias Gallas, la tierra pertenece entonces al marqués de Varennes: Francisco (desde 1620), Rogerio (en 1644) después José de Nagu (el feudo es entonces tomado en 1654 por su pariente y tutor, Alejandro de Nagu). Sin embargo, a mediados del siglo, quizás por razón del distanciamiento de Rogerio de Nagu, mariscal en puesto de gobernador en Aigues-Mortes, el señorío se convierte durante un tiempo en propiedad de Gilles Berthet, maestro real, después tesorero general de los Estados de Borgoña (demostrado entre 1646 y 1651). El 18 de octubre de 1680, es en todo caso Alejandro-José de Nagu-Varennes quien revende el dominio a Jaime Berbis por 80000 libras, quien resuelve dar un aspecto menos austero al castillo. De este modo, diez años más tarde, Berbis manda acondicionar los jardines (hoy desaparecidos) después de haber desviado el curso del río Oucherotte (1690). Igualmente, suprime la parte del edificio norte: el castillo se convierte en una residencia.

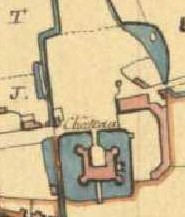
Plano del castillo (1844).

No obstante, la transformación definitiva en residencia de recreo no concluye hasta el siglo XVIII, de 1757 a 1761, gracias al arquitecto Nicolas Lenoir (llamado "el Romano") y por cuenta de Nicolás Felipe Berbis, al dotar de unas aberturas a las murallas de ladrillo. Sobre ellas, se colocan unas guirnaldas y adornos de estuco realizados por especialistas alemanes e italianos. Se construye frente a las alas unos pórticos de orden toscano soportando unos balcones con balaustradas. Las disposiciones interiores del corpus central se transforman completamente: un recibidor con columnas en la planta baja y un inmenso salón decorado con estuco imitando el mármol del suelo. Las escaleras de caracol, de aspecto medieval, son remplazadas por una escalera interior de doble vertiente. asimismo, el mobiliario es rediseñado en concordancia con la nueva configuración del lugar.
Durante la Reviolución Francesa, en 1793, una inspección señala el excelente estado del castillo, todo preconizando transformarlo en manufactura de telas de lana. En el siglo XIX, el aspecto del patio interior es modificado. Una galería iluminada por grandes huecos se ajusta frente al corpus central. Se construye también un puente (1860). Los tragaluces de las torres son restaurados en estilo neogótico. Los estucos del gran salón, saqueados durante la ocupación alemana de 1870, son igualmente restaurados.
La época contemporánea

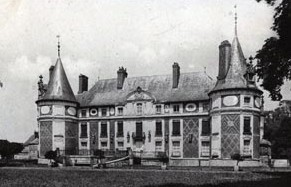
Castillo de Longecourt hacia 1900.

Durante la ocupación alemana de Francia (1940-1944), el castillo, así como algunas casas vecinas son requisadas por los soldados alemanes del "KG55" de la base aérea de Longvic, a fin de alojar oficiales y servicios. De noviembre de 1944 a marzo de 1945, son los americanos del "320th Bomber Group" quienes los reemplazan durante algunas semanas: el cuartel general del grupo se instala en el castillo mientras que la tropa del 441th Squadron es alojada en tiendas en los jardines··.
Inscrito como Monumento histórico de Francia por decreto del 20 de septiembre de 1946, el castillo está ocupado hoy en día por la familia de Saint-Seine.

## Descripción
Presentación general
El castillo de Longecourt-en-Plaine está situado en el centro de la villa, en un bonito parque de 40 hectáreas con árboles tricentenarios, en la proximidad del río Oucherotte. Está flanqueado por fosos que franquean tres puentes fijos.
El plano general del edificio, un cuadrilátero flanqueado por cuatro torres, data de la campaña de trabajo llevada a cabo por los Baissey (1459-1539); sólo las cocinas datan de la primera construcción.
Algunos elementos:
- Cocina del siglo XIII: pieza cubierta por una bóveda colgando sobre un pilar central pilier central, con bases adornadas con grotescos (querubines en posturas indecentes).
- Capilla castral (finales del s. XV) en la torre del ángulo nordeste: bóvedas de ojivas en nervaduras, y nervaduras de follajes y escudos de armas (de estilo gótico flamígero); "piscina", o cubeta de piedra, rservada para las abluciones; pavimentos de baldosas esmaltadas y blasonadas en quinquefolios engemados alternándose con losas de piedra.
- Remarcables pavimentos de loza (1495, bisagra de la Edad Moderna y del Renacimiento) en motivos a veces tradicionales (escudios de armas y yelmos, castillo durante su fase de reconstrucción sumido en un abismo de gran realismo), a veces nuevos (baldosas con retratos, en la forma de medallones de hombres y de mujeres).
- Retrato de María de Borgoña, esposa de Maximiliano I de Habsburgo e hija de Carlos el Temerario, en la escalera que sube hacia la galería.
- Jardines (colección de rosales)